# Marj Dusay
Marj Dusay, pseudonimo di Marjorie Ellen Pivonka Mahoney (Hays, 20 febbraio 1936 – New York, 28 gennaio 2020), è stata un'attrice statunitense.

## Biografia
Attiva soprattutto sul piccolo schermo, esordì nel 1967 nel cortometraggio A.D. 1999, prodotto dalla Philco Ford, prefigurante la vita nel 1999 e l'utilizzo di applicazioni di elettrotecnica, elettronica e informatica che, in seguito, avrebbero effettivamente visto la luce nella vita comune. La Dusay recitava come protagonista femminile nel ruolo di moglie e madre di famiglia del futuro.
Divenne nota per l'interpretazione della perfida Myrna Clegg in Capitol, sostituendo Carolyn Jones. Successivamente ricoprì il ruolo di Pamela Capwell nella soap opera Santa Barbara, nel 1993 impersonò Vivian Alamain nella soap opera Il tempo della nostra vita e impersonò Alexandra Spaulding nella soap opera Sentieri, ruolo che ricoprì dal 1993 al 2009 tranne alcuni intervalli; apparve inoltre nell'episodio Operazione cervello della serie Star Trek (1968), nella soap opera La valle dei pini (1999–2002), e in una puntata del serial Dallas (1985). Nel 1991 partecipò con un cameo alla serie Willy, il principe di Bel-Air, stagione 2, episodio 16.
Marj Dusay morì il 28 gennaio 2020, all'età di 83 anni.

## Vita privata
Nel 1955 sposò un medico, John Dusay; hanno divorziato nel 1962. La coppia ha avuto un figlio e una figlia, Debra, che è un'attrice. Nel 1967 sposò Thomas Perine, morto nel 1987. Dal matrimonio una figlia, Elizabeth.
A partire dal 1984, Dusay ha sponsorizzato il Marj Dusay Celebrity Golf Tournament a Russell, Kansas. L'evento è stato designato come raccolta fondi per i Kansas Child Abuse Prevention Centers e per l'istituzione di una hotline in tutto lo stato.

## Filmografia parziale

### Cinema
- Miliardario... ma bagnino (Clambake), regia di Arthur H. Nadel (1967)
- Dolce novembre (Sweet November), regia di Robert Ellis Miller (1968)
- Pendulum, regia di George Schaefer (1969)
- Breezy, regia di Clint Eastwood (1973)
- MacArthur il generale ribelle (MacArthur), regia di Joseph Sargent (1977)
- Accadde in paradiso (Made in Heaven), regia di Alan Rudolph (1987)
- Una notte per caso (Love Walked In), regia di Juan José Campanella (1997)

### Televisione
- Cimarron Strip – serie TV, episodio 1x14 (1967)
- Selvaggio west (The Wild Wild West) – serie TV, episodio 3x13 (1967)
- Star Trek – serie TV, episodio 3x01 (1968)
- Bonanza – serie TV, episodio 9x25 (1968)
- Squadra speciale anticrimine (The Felony Squad) – serie TV, episodi 3x15-3x16 (1969)
- Tre nipoti e un maggiordomo (Family Affair) – serie TV, episodio 5x12 (1970)
- F.B.I. (The F.B.I.) – serie TV, 4 episodi (1970-1973)
- Barnaby Jones – serie TV, 4 episodi (1973-1978)
- Le strade di San Francisco (The Streets of San Francisco) – serie TV, episodio 4x07 (1975)
- Capitol – soap opera, 8 puntate (1983-1987)
- L'albero delle mele (The Facts of Life) – serie TV, 8 episodi (1981-1987)
- Dallas – serie TV, 1 episodio (1985)
- Santa Barbara – soap opera, 83 puntate (1987-1991)
- La signora in giallo (Murder, She Wrote) – serie TV, episodi 6x09-8x16 (1989-1992)
- Willy, il principe di Bel-Air (The Fresh Prince of Bel-Air) – serie TV, 1 episodio (1992)
- Trappola per una ragazza sola (I Can Make You Love Me), regia di Michael Switzer – film TV (1993)
- Il tempo della nostra vita – soap opera (1993)
- La valle dei pini (All My Children) – soap opera, 50 puntate (1998-2002)
- Sentieri (The Guiding Light) – soap opera, 122 puntate (1994-2009)